# Rio Piraquê-Açu
Rio Piraquê-Açu är ett vattendrag i Brasilien.   Det ligger i delstaten Espírito Santo, i den sydöstra delen av landet, 900 km sydost om huvudstaden Brasília.
Omgivningen kring Rio Piraquê-Açu är huvudsakligen savann. Området är  ganska glesbefolkat, med 48 invånare per kvadratkilometer.